# Campionati mondiali di ginnastica artistica 2014 - Parallele simmetriche
La finale ad attrezzo alle parallele simmetriche ai Campionati Mondiali 2014 si è svolta alla Guangxi Gymnasium di Nanning, Cina, il 12 ottobre 2014.

## Podio
| Oro                    | Argento                  | Bronzo               |
| Oleg Verniaiev Ucraina | Danell Leyva Stati Uniti | Ryohei Kato Giappone |

## Qualificazioni
| Pos. | Ginnasta            | Totale | Qual. |
| ---- | ------------------- | ------ | ----- |
| 1    | Danell Leyva        | 15.900 | Q     |
| 2    | Oleg Verniaiev      | 15.766 | Q     |
| 3    | Yūsuke Tanaka       | 15.700 | Q     |
| 4    | Deng Shudi          | 15.683 | Q     |
| 5    | Ryohei Kato         | 15.533 | Q     |
| 6    | Cheng Ran           | 15.533 | Q     |
| 7    | Donnell Whittenburg | 15.533 | Q     |
| 8    | Nikolai Kuksenkov   | 15.400 | Q     |
| 9    | Axel Augis          | 15.366 | R1    |
| 10   | Fabian Hambuechen   | 15.333 | R2    |
| 11   | Pascal Bucher       | 15.333 | R3    |

## Classifica
| Rank    | Gymnast             | D Score | E Score | Pen. | Total  |
| ------- | ------------------- | ------- | ------- | ---- | ------ |
| Oro     | Oleg Verniaiev      | 6.900   | 9.225   | —    | 16.125 |
| Argento | Danell Leyva        | 6.900   | 9.033   | —    | 15.933 |
| Bronzo  | Ryohei Kato         | 6.700   | 8.966   | —    | 15.666 |
| 4       | Deng Shudi          | 7.100   | 8.533   | —    | 15.633 |
| 5       | Yūsuke Tanaka       | 6.200   | 8.841   | —    | 15.041 |
| 6       | Cheng Ran           | 6.800   | 8.066   | —    | 14.866 |
| 7       | Donnell Whittenburg | 6.100   | 8.266   | —    | 14.366 |
| 8       | Nikolai Kuksenkov   | 6.500   | 7.166   | —    | 13.666 |